# Gomathi Marimuthu
Gomathi Marimuthu (* 8. Februar 1989 in Tiruchirappalli, Tamil Nadu) ist eine gesperrte indische Mittelstreckenläuferin, die sich auf den 800-Meter-Lauf spezialisiert hat.

## Sportliche Laufbahn
Erste internationale Erfahrungen sammelte Gomathi Marimuthu bei den Asienmeisterschaften 2013 im heimischen Pune, bei denen sie in 2:10,74 min den siebten Platz belegte. Zwei Jahre später verpasste sie bei den Asienmeisterschaften in Wuhan mit 2:04,89 min als Vierte nur knapp eine Medaille.
2016 gewann sie bei den Südasienspielen in Guwahati in 2:10,99 min die Bronzemedaille hinter den Sri Lankerinnen Nimali Liyanarachchi und Gayanthika Abeyrathne.
2019 siegte Marimuthu zunächst mit persönlicher Bestleistung von 2:02,70 min bei den Asienmeisterschaften in Doha. Wegen Dopings wurde sie später disqualifiziert. 

## Dopingsperre
Marimuthu war am 22. April 2019 während der Asienmeisterschaften positiv auf das anabole Steroid Nandrolon getestet worden, was Nachtests bestätigten. Von der Athletics Integrity Unit (AIU), der unabhängige Integritätskommission des Weltleichtathletikverbandes World Athletics (ehem. IAAF), wurde sie ab dem 18. März 2019 für über vier Jahre bis zum 16. Mai 2023 gesperrt. Ihr Einspruch beim Internationalen Sportgerichtshof (CAS) war erfolglos. Ihre Ergebnisse ab dem 18. März 2019 wurden annulliert.

## Bestleistungen
- 800 Meter: 2:04,89 min, 7. Juni 2015 in Wuhan
- 1500 Meter: 4:21,13 min, 19. August 2014 in Patiala